# Lista de armamentos da Força Aérea Brasileira
Os armamentos em uso ou em desenvolvimento pela Força Aérea Brasileira se encontram elencadas a seguir separadas por suas categorias:

## Armamento

### Mísseis, Bombas e Foguetes
| Tipo                          | Armamento             | Emprego | Origem                | Aeronave                | Fotos |
| ----------------------------- | --------------------- | --- | --------------------- | ----------------------- | ----- |
| Míssil além do alcance visual | MBDA Meteor           | Pode atingir alvos a até 200 km. | União Europeia        | Gripen NG               |       |
| Míssil anticarro              | 9M120 Ataka-V         | Míssil guiado por comando de rádio (SACLOS), empregado contra alvos de superfície (tanques). | Rússia                | AH-2 (Mi-35M)           |       |
| Míssil antinavio              | MAN-SUP               | Estima-se que pode atingir alvos entre 60–80 km. Atualmente em desenvolvimento. | Brasil                | A-1M                    |       |
| Míssil antinavio              | AGM-84 Harpoon        | O AGM-84L Block II é um míssil ar-superfície com capacidade de atingir alvos a 120 km. | Estados Unidos        | P-3M                    |       |
| Míssil ar-ar                  | A-Darter              | Míssil de 5ª geração. Guiado por infravermelho (IR) é designado para combates ar-ar de curto alcance (WVR). É um dos mísseis mais modernos da categoria. Atualmente em desenvolvimento.                 | Brasil/ África do Sul | Gripen NG, A-1M         |       |
| Míssil ar-ar                  | Mectron MAA-1 Piranha | Míssil de 3ª geração.Guiado por IR é designado para combates ar-ar WVR. | Brasil                | F-5M, A-29, A-1M        |       |
| Míssil ar-ar                  | MAA-1B"Piranha B"     | Míssil de 4ª geração. Guiado por IR é designado para combates ar-ar WVR. Este míssil é reconhecido como a nova e melhorada versão do Piranha.                                                           | Brasil                | F-5M, A-29, A-1M        |       |
| Míssil Anti-Radiação          | MAR-1                 | Míssil ar-superfície, designado para uso em campanhas de supressão da defesa aérea inimiga (SEAD), tendo como alvo primário as baterias anti-aéreas e sistemas de radar. Atualmente em desenvolvimento. | Brasil                | A-1M, Gripen NG         |       |
| Míssil ar-ar                  | Derby                 | Míssil guiado por radar ativo (AR) é designado para combates ar-ar tanto WVR como BVR (além do alcance visual).                                                                                         | Israel                | F-5M, Gripen NG         |       |
| Míssil ar-ar                  | Python -3 e -4        | Mísseis de 3ª e 4ª geração respectivamente. Guiados por IR são designados para combates ar-ar WVR. | Israel                | F-5M                    |       |
| Míssil ar-ar                  | R550 Magic            | Míssil de 3ª geração. Guiado por IR é designado para combates ar-ar WVR. | França                | Mirage 2000             |       |
| Míssil ar-ar                  | Super 530             | Míssil guiado por radar semi-ativo (SAR) é designado para combates ar-ar BVR. | França                | Mirage 2000             |       |
| Míssil ar-ar                  | IRIS-T                | Míssil de 5ª geração. Guiado por IR é designado para combates ar-ar WVR. Comprado para uso nos Gripens E/F (NG).                                                                                        | Alemanha              | Gripen NG               |       |
| Bomba de fragmentação         | BLG-252               | Bomba, empregada contra alvos de superfície. | Brasil                | A-1M, A-29, F-5M, AT-27 |       |
| Bomba incendiária             | BINC-300              | Bomba, empregada contra alvos de superfície. | Brasil                | A-1M, A-29, F-5M, AT-27 |       |
| Bomba Guiada                  | Elbit Lizard          | Bomba guiada a laser. Emprego inteligente e preciso contra alvos de superfície. | Israel                | A-1M, F-5M              |       |
| Bomba Guiada                  | SMKB-82/83            | Bombas Mark 82/83 modificadas para guiamento através de GPS. Emprego inteligente e preciso contra alvos de superfície. Atualmente em desenvolvimento. Espera-se o uso do kit AKAUAN.                    | Brasil                | A-1M, F-5M, A-29        |       |
| Bomba Guiada                  | Spice 250             | Bomba de 250 libras (lb), guiada por sensores eletro-ópticos e GPS. Emprego inteligente e preciso contra alvos de superfície a um alcance de até 100 km. Comprado para uso nos Gripens E/F (NG).        | Israel                | Gripen NG               |       |
| Bomba Guiada                  | Spice 1000            | Bomba de 1000 lb, guiada por sensores eletro-ópticos e GPS. Emprego inteligente e preciso contra alvos de superfície a um alcance de até 100 km. Comprado para uso nos Gripens E/F (NG).                | Israel                | Gripen NG               |       |
| Bomba de Uso Geral            | Mark 83               | Bomba de emprego geral contra alvos de superfície. | Estados Unidos        | A-1M, F-5M, A-29        |       |
| Bomba de Uso Geral            | Mark 82 bomba         | Bomba de emprego geral contra alvos de superfície. | Estados Unidos        | A-1M, F-5M, A-29        |       |
| Foguete                       | Avibras Skyfire 70    | Foguete ar-superfície | Brasil                | A-29, A-1M              |       |
| Foguete                       | SBAT-70/127           | Foguete ar-superfície | Brasil                | AT-27, A-29, P-95       |       |
| Foguete                       | S-8 rocket            | Foguete ar-superfície | Rússia                | AH-2 (Mi-35M)           |       |

## Outras Armas

### Metralhadoras e Canhões automáticos
| Tipo              | Armamento    | Observação                                  | Origem         | Uso              |
| ----------------- | ------------ | ------------------------------------------- | -------------- | ---------------- |
| Metralhadora      | M134 Minigun | Metralhadora multi-tambor pesada de 7,62 mm | Estados Unidos | H-60             |
| Metralhadora      | FN MAG       | 7.62 de uso geral                           | Bélgica        | H-34, H-36, H-50 |
| Metralhadora      | Browning .50 | 12,7 de uso geral                           | Estados Unidos | A-29, AT-27      |
| Canhão automático | Pontiac M39  | 20mm                                        | Estados Unidos | F-5M             |
| Canhão automático | DEFA 553     | 30mm                                        | França         | F2000, A1        |
| Canhão automático | GSh-23L      | Montagem móvel NPPU-23-23mm                 | Rússia         | AH-2 (Mi-35M)    |

## Armas da Infantaria de Aeronáutica
| Designação                                                 | Origem         | Tipo             | Denominação          | Nota                                                   |
| ---------------------------------------------------------- | -------------- | ---------------- | -------------------- | ------------------------------------------------------ |
| Taurus PT-92 9 mm                                          | Brasil         | Pistola          | M-975                | Cópia da Beretta modelo 92                             |
| Pistola IMBEL 9mm 9mm                                      | Brasil         | Pistola          | M-973                | Cópia da Colt 1911 no calibre 9mm                      |
| Pistola Taurus TH-9 9mm                                    | Brasil         | Pistola          |                      | Nova pistola padrão sendo introduzida                  |
| HK33 5,56 mm                                               | Alemanha       | Fuzil de assalto | HK-33                | Fuzil Padrão.                                          |
| IMBEL A2 5,56mm                                            | Brasil         | Fuzil de assalto | IA-2                 |                                                        |
| SG 550 5,56 mm                                             | Suíça          | Fuzil de assalto | SG-550               | Operado pelo PARA-SAR e algumas unidades de infantaria |
| SG 552 Commando 5,56MM                                     | Suíça          | Fuzil de assalto | SG-552               | Utilizado pelas SOF e segurança de autoridade          |
| AR-15 5,56 mm                                              | Estados Unidos | Rifle            | AR-15                | Operado secundariamente pelo PARA-SAR                  |
| Espingarda "Pump-Action" CBC; Boito, Calibre 12 (12 gauge) | Brasil         | Escopeta         | CBC 586; Boito BSA84 |                                                        |
| Taurus MT12 9 mm                                           | Brasil         | Submetralhadora  | M-972                | Cópia da Beretta M12                                   |
| Browning .50 12,7mm                                        | Estados Unidos | Metralhadora     |                      |                                                        |
| FN MAG 7,62mm                                              | Bélgica        | Metralhadora     |                      |                                                        |
| 9K38 Igla                                                  | Rússia         | SAM              | SA-18                |                                                        |

## Radar
| Plataforma | Origem | Tipo  | Em Serviço | Nota                                                                                                 |
| ---------- | ------ | ----- | ---------- | --- |
| M-60       | Brasil | Radar | 4          | radar de defesa antiaérea de baixa altura caracterizado por identificar alvos até o alcance de 75 km |

O Exército Brasileiro também opera aeronaves de asa rotativa, Enquanto a Marinha do Brasil opera ambas as aeronaves fixa e de asa rotativa.